# حقوق اداری

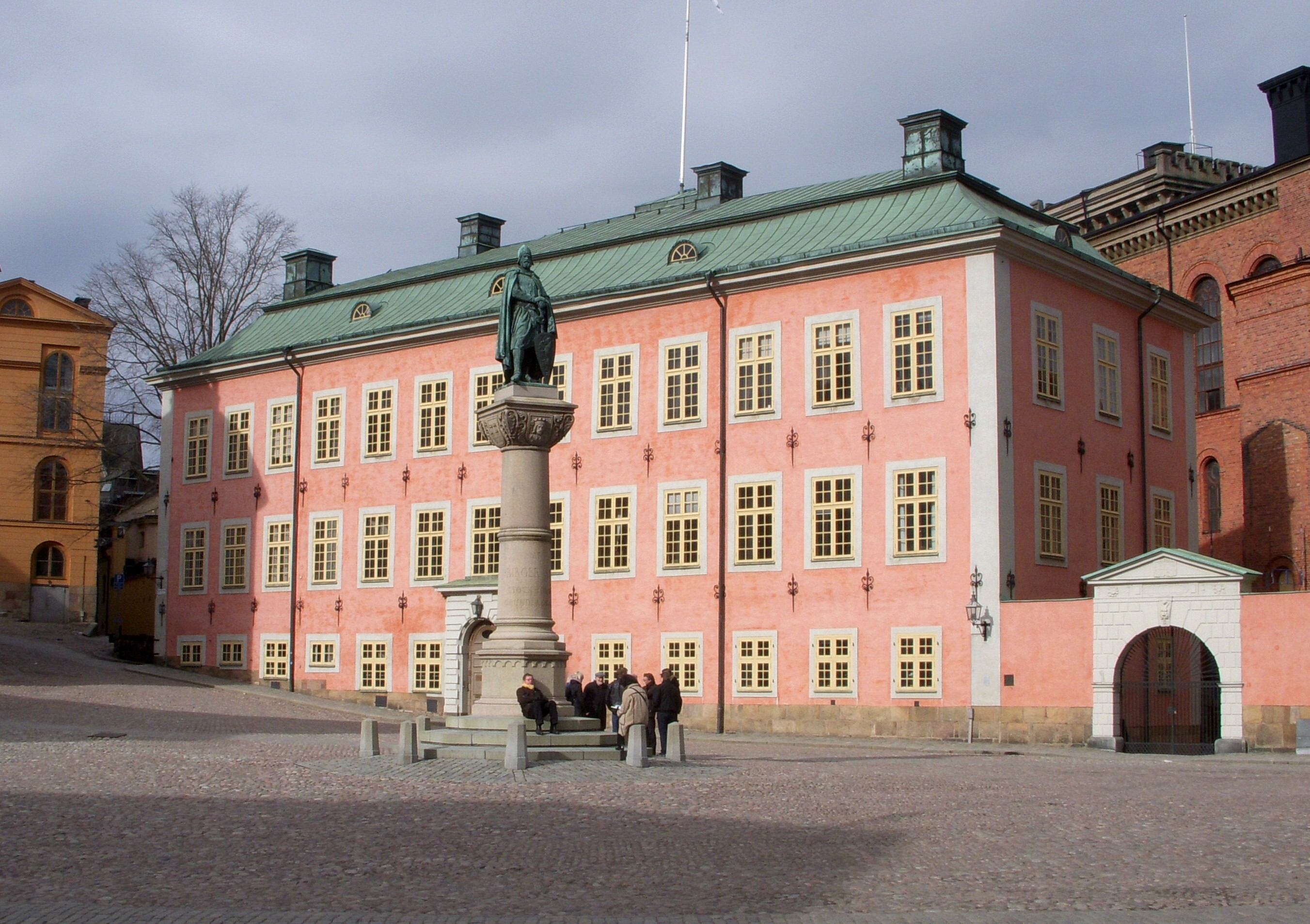
دیوان عدالت اداری سوئد

حقوق اداری شاخه‌ای از حقوق عمومی داخلی است و به مجموعه قواعد حقوقی گفته می‌شود که حقوق و تکالیف سازمان‌های اداری [اعم از دولت و بخش عمومی غیردولتی] و روابط آن‌ها با مردم را تعیین می‌کند.
حقوق اداری ناظر بر فعالیت‌های مربوط به خدمات عمومی و حفظ نظم عمومی سازمان‌های اداری است و شامل فعالیت‌های سیاسی، قضائی، قانون‌گذاری این سازمان‌ها نمی‌شود.
حقوق اداری، مطالعه علمی و روش مند مجموع قواعد و احکام دربارهٔ سازمان‌ها و نهادهای اداری و چگونگی نظارت بر اعمال و تصمیمات آنها و برقراری حاکمیت قانون و تأمین حقوق شهروندی است.
از نظر خوان کارلوس کاسانی، حقوقدان آرژانتینی «حقوق اداری شاخه ای از حقوق عمومی داخلی است که سازمان ها و فعالیت های اداری، تقنینی و قضایی قوه مجریه و نهادهای غیرمتمرکز و نیز فعالیت های اداری سایر سازمان ها (یعنی قوه مقننه و قوه قضائیه) را تنظیم می کند.»
حاکمیت قانون، یعنی وجود یک قانون بنیادی مانند «قانون اساسی» که در آن حقوق ملت و اختیارات هیئت حاکمه صریحاً معین شده باشد و همه متصدیان و مسئولان امور پاسخگوی اعمال خود باشند.
حاکمیت قانون یعنی آنکه همه ارگان‌های حکومتی، مقننه، قضائیه و مجریه بر مدار قانون عمل کنند و تصمیم بگیرند و نقض قانون، ضمانت اجرا داشته باشد.
پذیرفتن مسئولیت برای متصدیان امور یکی از ابزارهای محدودیت قدرت، حفظ و تأمین حقوق شهروندی است همانگونه که ژرژ ودل استاد مشهور فرانسوی می‌گوید: «در حقوق اداری امروز، همهٔ کارهای عمومی برای تأمین حقوق شهروندی و مصالح عمومی می‌باشد.»
قوانین و احکام اداری، مانند تار عنکبوت بر سازمان‌ها و نهادهای عمومی، اعمال و اقدامات آنها تنیده شده‌است که تخطی از آنها موجب نقض و بطلان اعمال اداری توسط دادگستری یا دیوان عدالت اداری می‌شود. بدین رو لازم است مسئولان امور به مباحث حقوق اداری، یعنی حدود وظایف و مسئولیت‌های خود اشراف و آگاهی داشته باشند.
فصلنامه حقوق اداری۱ از جمله مهم‌ترین منابع علمی است که در حوزه حقوق اداری در حال چاپ و انتشار است.